# アンドレ・ドゼル
アンドレ・ドゼル（Andre Dozzell, 1999年5月2日 - ）は、イングランドのプロサッカー選手。ポーツマスFC所属。ポジションはミッドフィールダー。

## 経歴

### クラブ
イプスウィッチに生まれ、8歳のときに地元のクラブであるイプスウィッチ・タウンの下部組織に入団。2013年にクラブから奨学金を受け取る最初の契約を交わした。ユースチームでの活躍が評価され、2016年4月、クラブのアカデミー年間最優秀選手に選出された。
2016年4月16日、ヒルズボロ・スタジアムで行われたEFLチャンピオンシップのシェフィールド・ウェンズデイ戦に後半から途中出場し、トップチームデビュー。このデビュー戦で初ゴールも記録し、1984年に16歳でデビューしたイプスウィッチ・タウンのOBである父親の偉業に肩を並べた。19日、ポートマン・ロードでのフラム戦でリーグ戦初先発。

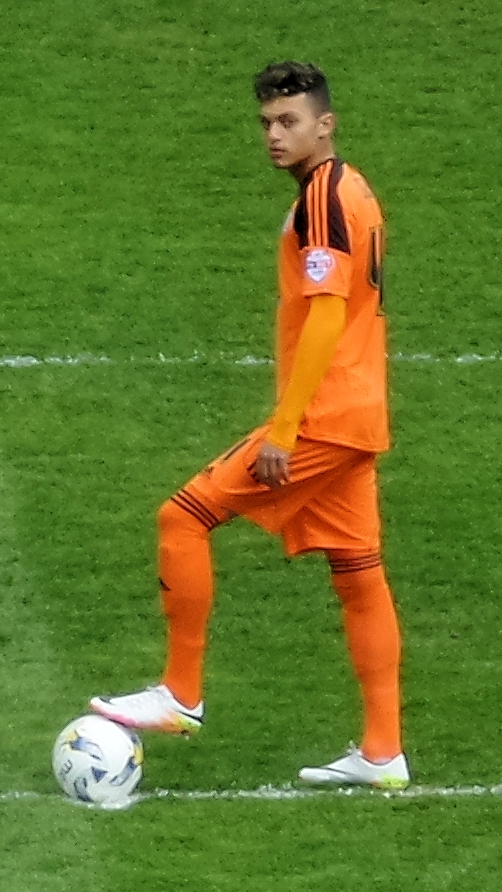
イプスウィッチ・タウンでのドゼル（2016年）

同年5月、17歳になり、以前から基本合意していた初のプロ契約（2年契約）を交わした。2シーズン目は公式戦9試合に出場し、その機会を増やした。
2017年5月2日、18歳の誕生日に新たに2020年までの3年契約（1年の延長オプションつき）を交わした。8月5日、2017-18シーズン開幕のバーミンガム・シティ戦で前十字靭帯を断裂し、これがこのシーズン唯一の出場となった。
前十字靭帯断裂の大怪我を乗り越え、2018-19シーズン開幕前にトップチームに合流し、リハビリテイションを続けながら親善試合に出場した。2018年10月2日、ミドルズブラ戦に途中出場し、およそ1年2か月ぶりにトップチームの公式戦に復帰した。その後も出場機会を増やし、シーズン最終戦のリーズ・ユナイテッド戦でゴールを挙げるなど、公式戦20試合に出場した。
2019-20シーズン、序盤はスターティングメンバーから外れることも多かったが、11月9日に行われたFAカップ初戦のリンカーン・シティ戦でシーズン初ゴールを挙げた。このシーズンは試合出場時間が制限されており、リーグ戦では8試合の出場にとどまった。2020年5月5日、イプスウィッチ・タウンは契約延長オプションを行使し、2021年までクラブに残ることとなった。
主に守備的ミッドフィールダーとしてプレイするよう自らの役割を変え、2020-21シーズンの早い段階でレギュラーの座を得ることに成功した。11月3日のサンダーランド戦でレッドカードを受け3試合の出場停止となるまで、開幕から全試合にフル出場を続けた。12月4日、クラブと新たな3年契約を交わしたことが発表された。このシーズン、クラブ最多となる46試合に出場した（その内、先発出場も最多）。
2021年6月15日、3年契約でクイーンズ・パーク・レンジャーズに移籍。

### 代表
2014年以降、イングランドの各世代別代表に名を連ねている。8月20日、U-16ベルギー代表との親善試合でU-16代表としてデビューし、チームのキャプテンを務めた。11月7日、U-16北アイルランド代表戦で直接フリーキックでネットを揺らし、世代別代表初ゴールを記録した。2015年にはモンテギュー国際大会を制したチームの一員であった。
2015年8月26日、U-17フランス代表との親善試合で、U-17代表デビュー。この試合ではアシストを記録した。28日のU-17トルコ代表戦では、U-17カテゴリでの初ゴールを挙げた。2016年のU-17欧州選手権のメンバーにも選出され、チームは準々決勝でU-17スペイン代表に敗れたが、全4試合にフル出場した。
2016年9月1日、U-18イタリア代表との親善試合で60分から交代出場し、U-18代表デビュー。
2017年7月、U-19代表に昇格し、U-19欧州選手権の優勝メンバーとなった。大会では準決勝のU-19チェコ代表戦を除く4試合（そのうち3試合に先発）に出場した。
2018年10月15日、U-20エリートリーグのU-20チェコ代表戦でU-20代表デビュー。このカテゴリでは、エリートリーグ8試合の他、U-21フィンランド代表との親善試合の計9試合に出場した。

## 人物
元プロサッカー選手で、イプスウィッチ・タウンなどで活躍したジェイソン・ドゼルを父に持ち、父方の祖父からアメリカ人の血を引いている。

## 個人成績
| 国内大会個人成績 | 国内大会個人成績       | 国内大会個人成績 | 国内大会個人成績   | 国内大会個人成績 | 国内大会個人成績 | 国内大会個人成績 | 国内大会個人成績 | 国内大会個人成績 | 国内大会個人成績 | 国内大会個人成績 | 国内大会個人成績 |
| 年度             | クラブ                 | 背番号           | リーグ             | リーグ戦         | リーグ戦         | リーグ杯         | リーグ杯         | オープン杯       | オープン杯       | 期間通算         | 期間通算         |
| 年度             | クラブ                 | 背番号           | リーグ             | 出場             | 得点             | 出場             | 得点             | 出場             | 得点             | 出場             | 得点             |
| イングランド     | イングランド           | イングランド     | イングランド       | リーグ戦         | リーグ戦         | FLカップ         | FLカップ         | FAカップ         | FAカップ         | 期間通算         | 期間通算         |
| ---------------- | ---------------------- | ---------------- | ------------------ | ---------------- | ---------------- | ---------------- | ---------------- | ---------------- | ---------------- | ---------------- | ---------------- |
| 2015-16          | イプスウィッチ・タウン | 41               | チャンピオンシップ | 2                | 1                | 0                | 0                | 0                | 0                | 2                | 1                |
| 2016-17          | イプスウィッチ・タウン | 23               | チャンピオンシップ | 6                | 0                | 1                | 0                | 2                | 0                | 9                | 0                |
| 2017-18          | イプスウィッチ・タウン | 23               | チャンピオンシップ | 1                | 0                | 0                | 0                | 0                | 0                | 1                | 0                |
| 2018-19          | イプスウィッチ・タウン | 23               | チャンピオンシップ | 19               | 1                | 0                | 0                | 1                | 0                | 20               | 1                |
| 2019-20          | イプスウィッチ・タウン | 23               | リーグ1            | 10               | 0                | 1                | 0                | 3                | 1                | 14               | 1                |
| 2020-21          | イプスウィッチ・タウン | 23               | リーグ1            | 43               | 0                | 2                | 0                | 0                | 0                | 45               | 0                |
| 2021-22          | QPR                    | 17               | チャンピオンシップ | 27               | 0                | 4                | 0                | 2                | 0                | 33               | 0                |
| 2022-23          | QPR                    | 17               | チャンピオンシップ |                  |                  |                  |                  |                  |                  |                  |                  |
| 通算             | イングランド           | イングランド     | チャンピオンシップ | 55               | 2                | 5                | 0                | 5                | 0                | 65               | 2                |
| 通算             | イングランド           | イングランド     | リーグ1            | 53               | 0                | 3                | 0                | 3                | 1                | 59               | 1                |
| 総通算           | 総通算                 | 総通算           | 総通算             | 108              | 2                | 8                | 0                | 8                | 1                | 124              | 3                |

## タイトル

### 代表
U-16イングランド代表
- モンテギュー国際大会（2015）[16]

U-19イングランド代表
- UEFA U-19欧州選手権（2017）[22]

### 個人
- イプスウィッチ・タウン アカデミー年間最優秀選手[2]